# Lake Bennett
Lake Bennett is een gehucht in Brits-Columbia, vernoemd naar het meer waaraan het ligt. De plaats is om twee redenen bekend. Ten eerste was de plaats belangrijk in de Klondike Goldrush omdat de goudzoekers die verschillende routes hadden genomen, hier op dit punt bij elkaar kwamen. Ten tweede loopt de White Pass & Yukon Route langs deze plaats.

## Goudkoorts

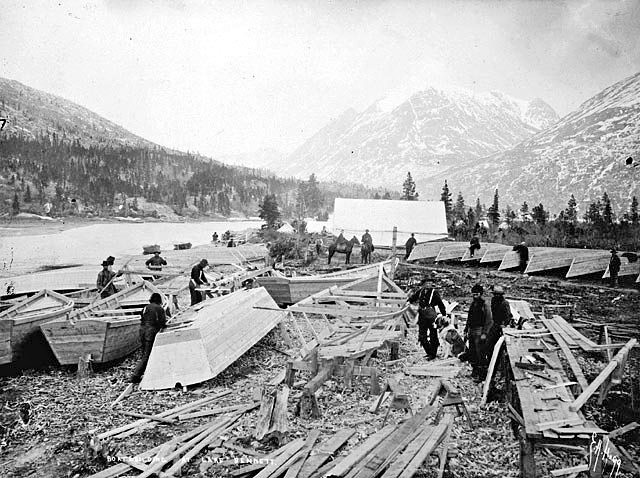
Scheepsbouw bij Lake Bennett tijdens de Klondike Goldrush

Toen in 1898 de goudzoekers van over de bergen richting de Klondike trokken, verbleven ze hier gedurende korte tijd om boten te bouwen en te wachten op een aangenamere temperatuur. Door dit korte bezoek werd deze voordien onbetekenende plek omgevormd tot een stad met 20.000 inwoners, om daarna weer te vervallen tot een gehucht.

## White Pass & Yukon Route
De White Pass & Yukon Route bouwde zijn lijn eerst maar tot aan Lake Bennett. Om deze reden werd de plaats van groot belang omdat hier de vracht van trein op schip werd overgezet. Toen de lijn voltooid was, verloor de plaats haar functie.

## Tegenwoordig
Tegenwoordig is Lake Bennett nauwelijks meer dan een station en een oude kerk, een rest van de goudzoekers. De plaats wordt wel bezocht door vele toeristen die via de spoorlijn komen, of door wandelaars die de tocht van de goudzoekers nalopen.